# Marek Dopierała
Marek Franciszek Dopierała (ur. 30 lipca 1960 w Bielsku-Białej) – polski przedsiębiorca, kanadyjkarz, kajakarz, najbardziej znany jako partner Marka Łbika. Mistrz i reprezentant Polski, dwukrotny mistrz świata (1986, 1987), olimpijczyk.

## Życiorys
Syn Zygmunta i Franciszki Drąg, absolwent Technikum Górniczego w Czechowicach. W latach 1972–1988 reprezentant Górnika Czechowice, zawodnik trenera Stanisława Rybakowskiego. Od 2002 do 2006 działał w samorządzie, był przewodniczącym rady miejskiej w Czechowicach-Dziedzicach.

## Osiągnięcia
- 2-krotny mistrz świata 1986 Montreal (C-2 10000 m) i 1987 Duisburg (C-2 500 m).
- 4-krotny medalista MŚ: srebrny 1985 Mechelen (C-2 500 m), 1986 Montreal (C-2 1000 m), 1987 Duisburg (C-2 1000 m), brązowy 1985 Mechelen (C-2 1000 m).
- 16-krotny mistrz Polski: C-1 500 m (1984), C-1 1000 m (1984), C-1 10000 m (1981, 1984), C-2 500 m (1985, 1986, 1987, 1988), C-2 1000 m (1985, 1986, 1987, 1988), C-2 10000 m (1985, 1986, 1987, 1988).
- Najlepszy sportowiec Polski (wraz z Markiem Łbikiem) w Plebiscycie Przeglądu Sportowego 1987.
- Zasłużony Mistrz Sportu, odznaczony m.in. dwukrotnie złotym i dwukrotnie srebrnym Medalem za Wybitne Osiągnięcia Sportowe.
- Srebrny i brązowy medalista Igrzysk Olimpijskich w Seulu w kategorii kanadyjki dwójka 500 m (srebrny medal) i kanadyjki dwójka na 1000 m (brązowy medal).